# مسرح أحداث الشرق الأوسط خلال الحرب العالمية الثانية
أهم الحوادث التي ظهرت في مسرح أحداث الشرق الأوسط خلال الحرب العالمية الثانية كانت بإشراف وتنفيذ قوات الشرق الأوسط البريطانية التي مثّلت قوات الحلفاء في منطقة جنوب غرب آسيا وشمال أفريقيا أثناء الحرب العالمية الثانية.
كانت منطقة الشرق الأوسط هادئة نسبياً في الشهور الأولى من الحرب العالمية الثانية، وعقب هجوم إيطاليا الفاشية على فرنسا وبريطانيا في 10 حزيران 1940؛ غدت منطقة الشرق الأوسط وحوض البحر المتوسط الساحة الرئيسية للحرب، واستمر ذلك حتى دخول الجيش الثامن التابع لدول الكومنولث إلى تونس بعد عبورها أراضي ليبيا، في شباط 1943 سلم الجيش الثامن التابع لدول الكومنولث منطقة الشرق الأوسط لمركز قيادة قوات الحلفاء، وعادت المنطقة إلى الهدوء حتى نهاية الحرب.

## نظرة عامة
اعتقد الحلفاء في البدء أن منطقة الشرق الأوسط مرشحة لتكون ساحة أساسية للحرب نظراً لأنها ضمن أطماع التوسع لألمانيا النازية، وسرعان ما اتضح أن تكهناتهم كانت خاطئة، إلا أن ذلك لم يمنعهم من زيادة توسعهم في الأراضي الشرق أوسطية، وفي تلك الأثناء كان هنالك صراعات دائرة بين قوات فرنسا فيشي وبين سكان سوريا ولبنان وصراع في العراق عرف بسم الحرب الأنجلو عراقية (ثورة رشيد عالي الكيلاني).
فاقت أعداد مقاتلي الجيش الإيطالي في شمال أفريقيا أعداد قوات الحلفاء، إلا أن قوات الحلفاء تمكنت من هزيمتهم والاستيلاء على مستعمراتهم في الصومال وأثيوبيا، وبحلول فبراير 1941 كانت قوات الحلفاء قريبة جداً من هزيمة القوات الإيطالية في آخر معاقلهم في ليبيا، وبينما كان الصراع مستعراً في ليبيا، كانت قوات المحور تهاجم اليونان، فأمر الجنرال أرشيبالد ويفل بوقف التقدم في ليبيا والتوجه نحو اليونان، ورغم كل الجهود وقعت اليونان تحت سيطرة قوات المحور.

## حملة البلقان وجزر اليونان
في نهاية عام 1940 هاجمت إيطاليا أراضي اليونان عبر ألبانيا، وأشعلت هذه الهجمة الحرب الإيطالية اليونانية، واستطاعت القوات اليونانية دحر الإيطالين في ربيع عام 1941، إلا أن التدخل الألماني في اليونان حسم الأمر، وقد غزت ألمانيا النازية في الوقت نفسه أراضي يوغوسلافيا، ترددت اليونان كثيراً في السماح لقوات الحلفاء بدخول أراضيها نظرا لعدم مقدرة بريطانيا على تخصيص قوات كافية للفوز في هذه الحرب، وقد ساهم سقوط بلغاريا في يد الألمان إلى تحفيز قوات الحلفاء إلى الاهتمام بإرسال جيش إلى اليونان أكثر، لأن مطامع الألمان في اليونان غدت واضحة.
عقب وصولهم إلى اليونان؛ احتشدت قوات الحلفاء في جزيرة كريت، واتخذت وضعية الدفاع، وقد استشعرت القوات الألمانية وجود ثغرات دفاعية في صفوف قوات الحلفاء وقامت بشن حملة اجتياح جريئة شكلت أكبر وآخر هجوم جوي ألماني في تاريخ الحرب العالمية الثانية؛ صاحبه توغل بري وإنزالات في عدد من النقاط على طول جزيرة كريت وهنالك وقعت معركة كريت، وقد منيت القوات الألمانية في البداية بهزيمة كبيرة وفقدت جميع المواقع ما عدا موقعاً واحداً استطاعت الصمود فيه، وكان هذا الموقع الوحيد؛ بالإضافة إلى التعزيزات التي جاءت لاحقاً؛ كافياً لقلب الوضع وتم للألمان الانتصار في المعركة والسيطرة على كامل الجزيرة في حزيران 1941.

## شرق أفريقيا
في 4 أغسطس 1940 هاجمت القوات الإيطالية المستعمرات البريطانية في الصومال، واستولت على مدينة بربرة التي كانت عاصمة المستعمرة آنذاك في 19 أغسطس 1940، كما شنت القوات الإيطالية هجمات على الحدود السودانية والكينية، في 19 يناير 1941 قامت قوات الكومنويلث البريطانية بشن هجمات انطلاقاً من السودان وكينيا وسؤعانما تراجع النفوذ الإيطالي، وفي 6 مايو من ذات العام سقطت أديس أبابا من يد القوات الأيطالية لتتبعها كامل الأراضي التي احتلتها بحلول 27 نوفمبر.

## الشرق الأوسط
في مارس من عام 1942 وصلت الوحدة العاشرة من مشاة الجيش البريطاني (التي كانت متمركزة في الهند) إلى العراق، ظهرت التكهنات بأن تكون منطقة الشرق الأوسط ساحة إستراتيجية للحرب، ولكن في 1942 باتت قوات الحلفاء غير متأكدة من استمرارية بقائها في المنطقة، وقبل معركتي ستالينغراد والعلمين كانت قوات الحلفاء تخشى اجتياح الألمان للمنطقة عبر أراضي تركيا أو عبر مصر بعد هزيمة الوحدة الثامنة المتمركزة هناك، وشكلت قناة السويس وأراضي سيناء موقعاً استراتيجياً خشيت القوات البريطانية خسارته.

### فلسطين
بالرغم من أن بعض الفلسطينيين تطوعوا للقتال مع القوات البريطانية التي كانت آنذاك منتدبة على الأراضي الفلسطينية؛[بحاجة لمصدر] إلا أن الغالبية رأت في انتصار قوات المحور سبيل الخلاص من الاستعمار البريطاني ونيل الاستقلال، حتى ان الشيخ أمين الحسيني أعلن الجهاد ضد القوات البريطانية في 25 نوفمبر 1941 وسرعان ما تم نفيه إلى خارج البلاد.[بحاجة لمصدر]
كانت القوات البريطانية حريصة على كسب ود العرب فهم سكان أراضي مصر وبلاد الشام ولم ترد لهم التعاون مع قوات المحور، وكانت تعلم أن قضية هجرة اليهود إلى فلسطين والظلم الذي أظهرته في إدارتها للدول المنتدبة سيجعل من مهمتها في استرضاء العرب أصعب، لذلك حاولت التقليل من وتيرة هجرة يهود أوروبا لفترة وجيزة لإظهار حسن النية وكسب الدعم.

### العراق
نال العراق استقلالاً مشروطاً من الاستعمار البريطاني، واشترطت بريطانيا إبقاء قواعد قواتها في العراق؛ الأمر الذي أثار استياء العراقيين ورئيس وزرائهم رشيد عالي الكيلاني، وفي مطلع عام 1941 أمر الكيلاني القوات البريطانية بالخروج من البلاد في ما عرف بسم ثورة مايس أو ثورة رشيد عالي الكيلاني.
كان العراق تحت وصاية الأمير عبد الإله بن علي الهاشمي المناصر للبريطانيين، وكان عبد الإله خال الملك فيصل وريث عرش العراق وحكم عبد الإله العراق بالوصاية وحاول التصدي لنداء الكيلاني وحكومة الإنقاذ الوطني.
ونتيجة هذه التوجهات السياسية الوطنية وعقب ثورة مايس فرض حصار اقتصادي شديد على العراق من قبل بريطانيا. وصل اسماع الوصي على العرش عبد الأله بان الكيلاني يدبر لاقصائه عن وصاية عرش العراق فهرب عبد الاله وغادر العراق مما فسح المجال لتنصيب الشريف شرف وصيا على العرش بدلا عن سمو عبد الاله. نتيجة لهذه الأحداث نزلت القوات البريطانية في البصرة وتوجهت نحو بغداد ما حدى بالكيلاني للجوء إلى المملكة العربية السعودية.

#### الحرب الأنجو-عراقية
كانت أكبر قواعد القوات البريطانية موجودة في البصرة والحبانية، وفي 30 أبريل 1941 حاصرت القوات العراقية القاعدة الجوية الملكية في الحبانية، وسرعانما جاءت إمدادات عسكرية للقوات البريطانية ووصلت وحدة (قوات العراق) البريطانية بقيادة الجنرال إدوارد كوينان، واستطاعت هزيمة القوات العراقية القليلة الخبرة والتدريب، واستمر زحف قوات العرق البريطانية حتى وصلت بغداد، الأمر الذي دفع عالي الكيلاني إلى اللجوء إلى ألمانيا وأدى إلى توقيع هدنة سمحت ببقاء القوات البريطانية في العراق وتامين قواعدهم هناك.

### البحرين والسعودية
في اليوم 18 من شهر أكتوبر من عام 1940 وفي أثناء الحرب العالمية الثانية قامت القوة الجوية الإيطالية التابعة للمملكة الإيطالية بالإغارة على مصافي النفط في البحرين والسعودية لقطع إمدادات الوقود عن القوات البريطانية في الشرق الأوسط وشمال أفريقيا.